# Каплан I Гирај
Каплан I Гирај је три пута био кан Кримског каната. Био је син Селима I Гираја и стога један од шесторо браће који су владали већи део периода од 1699. до 1743. године. Током своје прве владавине поражен је од стране Кабарданаца. Његова друга владавина завршила се када није у потпуности подржао Турке на Балкану. Током његове треће владавине, Русија је извршила напад на Крим и спалила његову престоницу. Он и његова браћа, као чланови куће Гирај, били су директни патрилинеарни потомци Тука-тимура, сина Џочи Кана, оснивача Златне Орде.

## Прва владавина (1707–1708)
Дошао је на престо 1707. године након свргавања свог брата Гази III Гираја. Његови калга и нуредин били су његова браћа Менли II Гирај и Максуд. Максуд је убрзо преминуо, а наследио га је Сахиб, други брат. Послао је Менлија да разговара са Черкеским Кабардинима. Менли је био арогантан, а Кабардинци су напали и убили многе његове људе, али је он успео да побегне. Каплан је потом повео велику војску, укључујући 3.000 Турака, против побуњених Кабарданаца. Рат је имао катастрофалан исход (Битка код Канжала, септембар 1708. године). Изгубио је већину својих људи, укључујући Ширин и Мансур бегове, рањен је у руку и побегао је. Због тога, а можда и зато што је пружио азил неким Козацима који су бежали, долази до свргавања и одласка на Родос. Девлет II Гирај (његов брат) је био враћен на престо.

## 1708–1713
Друга владавина Девлета II Гираја углавном се везује за последице Полтавске битке. Девлет је смењен са власти због поступања са прогнаним шведским краљем као са заробљеником, а Каплан је враћен на власт.

## Друга владавина (1713–1715)
За калгу и нуредина именовао је своју браћу Менлија II Гираја и Сафу. Његов први задатак је био да пошаље Менлија да се обрачуна са кубанским Ногајцима који су се побунили под Бахти Гирајем, најстаријим сином његовог брата Девлета II. Турци су га позвали да ратује на Балкану. Бегови нису слушали наређења, било је кашњења и када је он, или можда његов брат Сељамет, стигао прекасно, Турци су га уклонили.

## 1716–1730
- 1716: Девлет II Гирај је кратко владао и смењен је због кримског противљења.
- 1717: Саадет IV Гирај се борио на северном Кавказу и поднео је оставку јер није био у стању да управља племством.
- 1724: Менли II Гирај (прва владавина) успоставио је ред на Криму, али је смењен због пуча у Истанбулу.
- 1730: Каплан именован по трећи пут.

## Трећа владавина 1730–1736
Именован је у Истанбулу у новембру 1730. године. Његови калга и нуредин били су Адил и Хаџи Гиреј. Многи људи које је Менли протерао вратили су се и дошло је до промена у власти унутар кримске владајуће класе. Могуће је да су прогнаници били повезани са Менлијевим свргавањем.
Године 1733. или 1734. отишао је у Бендер и Хотин да би подржао француског кандидата током Рата за пољско наслеђе. Извори не објашњавају шта је била његова улога.
Током његове владавине, Русија и Турска су ратовале. У време његовог именовања 1730. године, Персија је враћала земље које је изгубила од Турске 1722. године. Турци су разматрали употребу кримских трупа против Персије, као што су то учинили 1725. године . Пре него што је напустио Истанбул 1730. године, Каплан је препоручио опрез, јер би свака кампања на северном Кавказу могла да испровоцира Русе, који су сада били на дохват руке Крима.
Године 1733. или 1734. Турци су натерали Каплана да пошаље снаге под командом Фетиха (могуће Фетиха I Гираја) преко северног Кавказа. Еропкин је покушао да га спречи у борби код реке Терек и изгубио је 55 људи. Војска се спустила низ западну обалу Каспијског језера све до реке Самур, одакле ју је Турска повукла из необјашњивих разлога. Године 1735. Каплан је лично предводио 80.000 људи преко северног Кавказа и зауставио се у Чеченији, где су Чечени нанели тежак пораз његовој војсци, убивши 10.000 кримских војника. Наставио је ка Дагестану, а затим на југ ка Дербенту. Крајем 1735. године чуо је за Леонтевљев препад на Крим и вратио се. Провео је време тражећи храну у Кабардији и стигао је на Крим у пролеће 1736. године. Ова два напада била су један од изговора за руску инвазију.
Са кримским трупама далеко од полуострва и Турцима везаним за Персију, Русија је имала прилику за изненадни напад. Године 1735. генерал Миних је отишао на југ и открио да његова војска неће бити спремна до следеће године.
У априлу 1736. Миних је кренуо на Крим. До 19. маја је имао 30.000 војника окренутих ка Перекопу. Дана 20. маја зид је пробијен, а два дана касније тврђава Ор Капи се предала. Русија је сада први пут ушла на Крим. У јуну су заузели Бахчисарај и спалили канову палату. Већи део кримске војске се расуо по брдима док су се Турци повукли у Кафу. Један писац каже да Каплан није могао да командује због гихта. Миних се надао да ће освојити Кафу, али је 25. јуна одлучио да се повуче. Трећина његове војске је боливсла од дизентерије, а многи су били ослабљени. Такође није било довољно хране, свеже воде или сточне хране за издржавање његове војске. До средине јула се вратио на Дњепарску кривину, изгубивши половину своје војске, од којих 2000 у борбама, а остатак од болести. Због инвазије, Каплана је заменио Фетих II Гирај, који се суочио са другом инвазијом следеће године.

## Пензионисање и смрт
Каплан је свргнут у августу или септембру 1736. и отишао је на Хиос. Касније се преселио у Галипоље, а затим назад на Хиос. Умро је у новембру или децембру 1738. године. Сахрањен је у дворишту школе у Чешмеу, преко мореуза од Хиоса. Град има споменик у његову част.

## Опште референце
- Хенри Хојл Хауорт, Историја Монгола, 1880, 2. део, стр. 556, 569, 570, 571–572, 574-575
- Дејвис, Брајан, Империја и војна револуција у Источној Европи, 2011, пето поглавље
- В. Д. Смирнов (1887) http://www.krimoved-library.ru/books/krimskoe-hanstvo-v-xviii-veke.html
- Гирај-Илим: Ружин грм Ханова, саставио Халим Гирај 1811. године, модернизовани турски са многим додацима Абљакима Илима (пре 1947), руски превод са додацима и брисањима застарелог материјала од стране Кемала Усенова, 2004. * http://www.vostlit.info/Texts/Dokumenty/Krym/XV/Rozovyj_kust_chanov/29.phtml?id=12949 .
- Битка код Канжала: Барасби Бгажноков: одељак о победи или смрти[2]
- Војне карте за 1736: Амин, Ага Х, Атлас руско-турских ратова, Руско-турски рат 1735-39, том 4, без датума
- Породично стабло Гирај: Олекса Гајворонски «Повелители двух материков», Кијев-Бахчисарај, друго издање, 2010, том 2, завршни лист